# Wallkill (comté d'Ulster, New York)
Wallkill est une census-designated place du comté d'Ulster, dans l'État de New York, aux États-Unis,. En 2020, elle compte une population de 2 166 habitants.